# Piet Salomons
Pieter Johannes Alexander "Piet" Salomons, född 14 juli 1924 i Batavia, Java, (då nederländsk koloni, Numera Jakarta, Indonesien), död 8 oktober 1948 i Schiedam, var en nederländsk vattenpolomålvakt.
Salomons representerade Nederländerna vid olympiska sommarspelen 1948 i London.
Salomons spelade två matcher i den olympiska vattenpoloturneringen 1948.